# ANFO

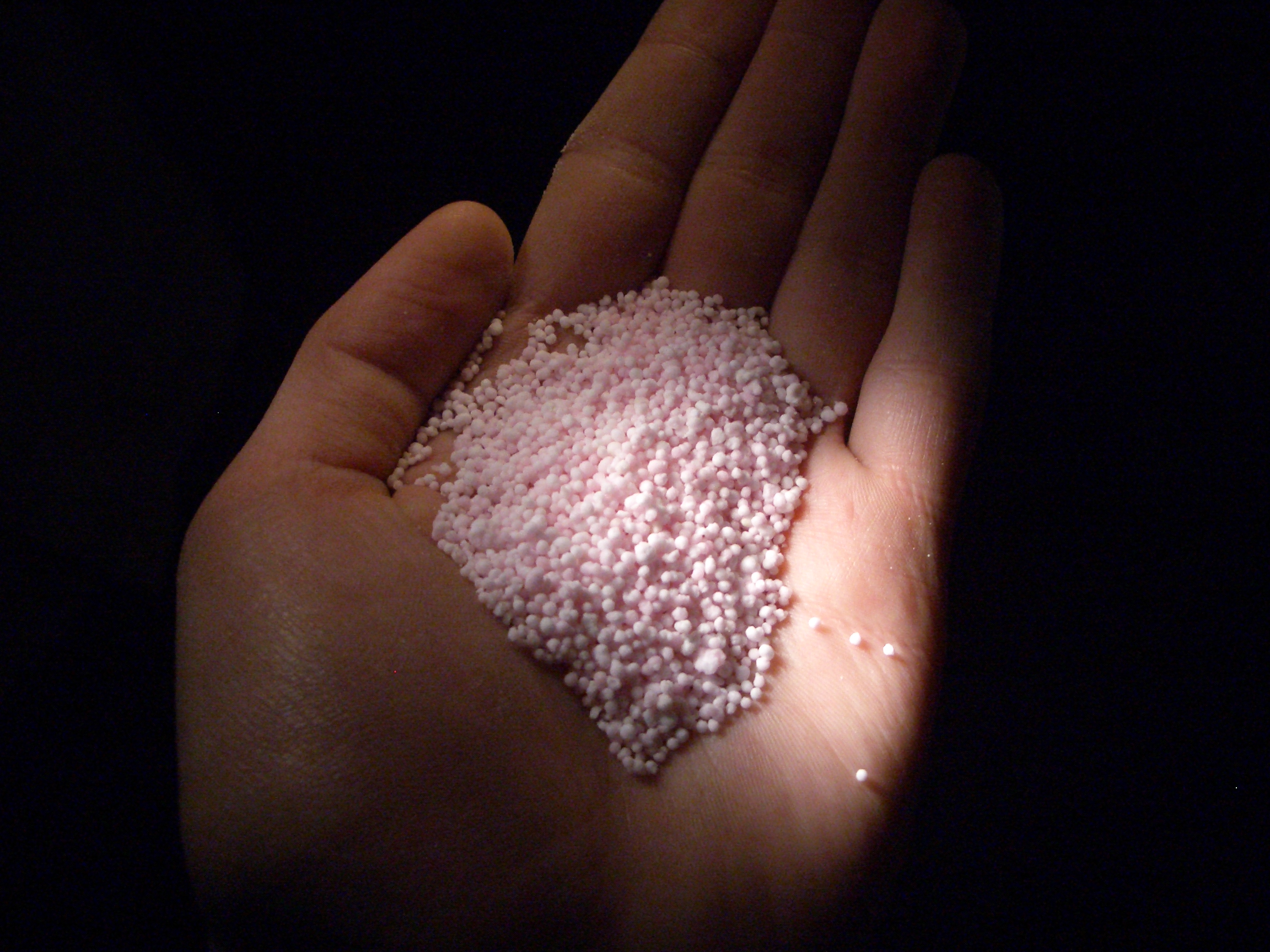
ANFO en grain.

Pour les articles homonymes, voir Anfo.
L'ANFO ou AN/FO, acronyme pour « ammonium nitrate/fuel oil » en anglais, est un mélange hautement explosif composé de nitrate d'ammonium et de gazole (ce dernier pouvant y être remplacé par du kérosène, de l'essence ou de la mélasse). En raison de sa relative facilité à fabriquer, de son coût inférieur par rapport à d'autres types d'explosifs du même genre, ainsi que de la stabilité de ses deux composants dans des conditions normales de température et de pression, il était largement utilisé de par le monde entier jusqu'en 2005, date à laquelle, en conséquence des attentats du 11 septembre 2001, les normes de sécurité s'appliquant au nitrate d'ammonium ont été rendues beaucoup plus strictes aux États-Unis. Ce changement a incité plusieurs sociétés à délaisser cette production depuis.

## Chimie
L'ANFO est composé d'environ 94 % de nitrate d'ammonium et d'environ 6 % de gazole. Pour obtenir la meilleure absorption de l'huile par le nitrate d'ammonium, ce dernier doit être sous forme de granulés (prills).
La plupart du temps, l'ANFO se décompose lors d'une détonation, plutôt qu'une déflagration. Explosif tertiaire à haute vélocité, sa détonation se fait en deux phases : combustion et oxydation. Pour une efficacité maximale lors de la détonation, il doit être confiné (dans une canette, par exemple). Sa sensibilité est relativement basse : il faut généralement utiliser un booster explosif pour assurer sa détonation. Son efficacité explosive est approximativement 80 % du trinitrotoluène, soit équivalent à 0,8 TNT. Lorsque préparé avec certains carburants autres que le gazole, l'ANFO peut atteindre 1,6 TNT.
La détonation de l'ANFO est principalement causée par la réaction chimique du nitrate d'ammonium (NH4NO3) avec une longue chaîne carbonée (CnH2n+2), laquelle forme du diazote, du dioxyde de carbone et de l'eau. Lorsque les conditions de détonation sont idéales, ce sont les seuls gaz dégagés. En pratique, ces conditions sont impossibles à atteindre, et les détonations produisent de petites quantités de gaz toxiques, tels le monoxyde de carbone, le sulfite d'hydrogène et des NOx.
Pour assurer une réaction idéale, il faut utiliser 94,3 % de NA et 5,7 % de FO au poids. En pratique, un léger surplus de gazole est ajouté, car une sous-dose diminue l'efficacité alors qu'une surdose amène la formation de fumées après la détonation.

## Usage industriel
Le nitrate d'ammonium (NA) est largement utilisé comme fertilisant en agriculture. Dans plusieurs pays, sa possession et son utilisation sont restreintes à quelques corps de métier, car il est facile à obtenir et se retrouve souvent dans les explosifs artisanaux (notamment ceux fabriqués par des terroristes). Dans la plupart des pays, le NA n'est pas classé comme explosif lors de son transport, il est vu comme un oxydant.
Dans l'industrie minière, le terme ANFO désigne spécialement un mélange de prills de NA et de gazole. Sous cette forme, l'ANFO a une masse volumique moyenne d'approximativement 840 kg/m3. La masse volumique des prills est d'environ 1 300 kg/m3, alors que la masse volumique moyenne des cristaux de NA pur est d'environ 1 700 kg/m3. Les prills de NA miniers sont physiquement différents des prills de fertilisants, les premiers contiennent des micro-cavités d'air, comptant jusqu'à 20 % du volume total. Ils augmentent notablement la réactivité de l'ANFO : les micro-cavités sont des lieux qui favorisent la concentration d'énergie lors de la détonation. Les prills de qualité minière mesurent habituellement entre 0,9 et 3,0 mm en diamètre.
L'ANFO minier est souvent préparé sur place en utilisant le diesel no 2, le même que celui qui alimente la machinerie lourde. Différents gazoles peuvent être utilisés, mais le coût et la faible volatilité du diesel no 2 le rendent idéal.
Le NA est très hygroscopique, il absorbe l'eau qui se trouve dans l'air. Cette absorption interfère avec sa capacité d'exploser, il faut donc le stocker dans un endroit sec. Il est aussi soluble dans l'eau. La popularité de l'ANFO est largement causée par son faible coût et sa grande stabilité.
Plusieurs explosifs dérivés de l'ANFO existent, les plus communs sont des émulsions. En plus d'être physiquement différents, ils sont hydrofuges et ont une densité moyenne plus élevée.

## Usage terroriste
ANFO a été utilisé à l'occasion, lors d'attentats terroristes. Improvisé pour la première fois en 1970 par des protestataires étudiants de l'université du Wisconsin à Madison, la bombe automobile à l'ANFO a été rapidement adoptée par l'IRA provisoire. Elle a aussi été utilisée par les FARC, l'ETA et des groupes terroristes comme Al-Qaida qui peuvent le confectionner à partir de simples engrais. Une variante plus complexe, faite à partir de nitrométhane à la place du gazole, a été utilisée lors de l'attentat d'Oklahoma City.